# Big Pool
Big Pool – jednostka osadnicza w Stanach Zjednoczonych, w stanie Maryland, w hrabstwie Washington.